# کوردینیانو
کوردینیانو (به ایتالیایی: Cordignano) یک کومونه در ایتالیا است که در استان ترویزو واقع شده‌است.

## خصوصیات
کوردینیانو ۲۶ کیلومترمربع مساحت و ۷٬۰۲۰ نفر جمعیت دارد و ۵۶ متر بالاتر از سطح دریا واقع شده‌است.

## خواهرخوانده
شهر Pins-Justaret خواهرخواندهٔ کوردینیانو هست.